# Kupfferova buňka

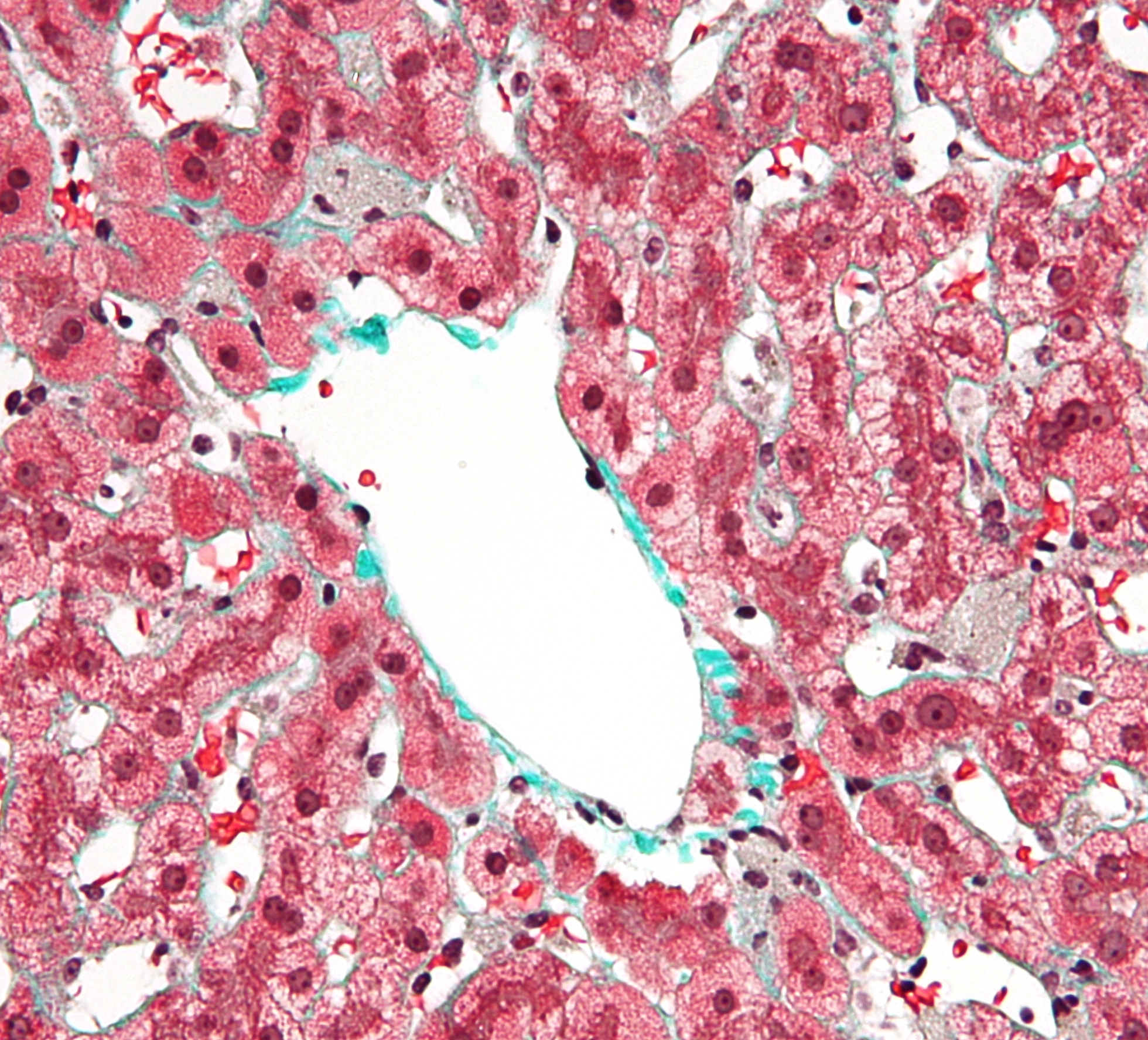
Kupfferovy buňky (s šedou cytoplazmou); jaterní biopsie z jater poškozených kongestivní hepatopatií

Struktura jater (část jaterního lalůčku); vyznačena typická poloha Kupfferových buněk

Kupfferovy buňky (také Browicz-Kupfferovy buňky) jsou makrofágy, které se nacházejí v játrech jako součást výstelky krevních kapilár s fenestrovaným endotelem (jaterních sinusů). Kupfferovy buňky tvoří přibližně 8% všech buněk jater (20 % neparenchymálních buněk jater) a 80-90% všech tkáňových makrofágů v lidském těle. Kupfferovy buňky patří do tzv. mononukleárního fagocytárního systému (dříve označovaného také jako retikuloendoteliární systém, RES), který je tvořen cirkulujícími monocyty v krvi a makrofágy v tkáních.

## Historie
Kupfferovy buňky jsou pojmenovány podle německého anatoma Karla Wilhelma von Kupffera.
Karl Wilhelm von Kupffer objevil roku 1876 tzv. hvězdicovité buňky (Sternzellen). Jelikož v té době nebyly známé další typy buněk (Kupfferovy a Itóovy buňky), které se v okolí endoteliálních buněk jaterních sinusů vyskytují, domníval se, že se jedná o specializované endoteliální buňky (respektive buňky odvozené od endotelu) jaterních sinusů, které fagocytují cizorodé látky. Hvězdicovité buňky, které Kupffer objevil a popsal, ve skutečnosti nebyly specializované endoteliální buňky sinusů, ale ani buňky dnes známé jako Kupfferovy. Jednalo se o perisinusoidální buňky ukládající vitamin A, dnes označované jako Itóovy neboli stelární buňky.
Skutečné Kupfferovy buňky objevil v roce 1898 polský patolog Tadeusz Browicz a v roce 1928 švýcarský anatom K.W. Zimmermann.
Jednoznačné rozlišení endoteliálních buněk jaterních sinusů a Kupfferových buněk ukázal až na základě snímků z elektronového mikroskopu Eddie Wisse v roce 1970 a K. Wake v roce 1971 ukázal, že původní Kupfferovy hvězdicovité buňky a Itóovy buňky jsou identické.

## Životní cyklus
Z mononukleárních kmenových buněk v kostní dřeni nejprve vznikají monocyty, ty následně migrují do jater, kde se diferencují do Kupfferových buněk. Zde tyto buňky adherují k endoteliální výstelce sinusů a zůstávají v přímém kontaktu s krví. Kupfferovy buňky jsou dlouho žijící buňky (poločas v tkáni je variabilní od několika týdnů až kolem 14 měsíců). Obnova buněk probíhá dělením přímo v tkáni nebo obnovou z progenitorů z kostní dřeně.

## Vzhled
Kupfferovy buňky mají nepravidelný tvar. Jejich cytoplazmatické výběžky (pseudopodia) směřují do lumen jaterních kapilár, ale mohou také prostupovat skrze endoteliální fenestrace do perisinusoidálního prostoru (Disseho prostor, prostor mezi hepatocyty a stěnou sinusů).
Pro Kupfferovy buňky je typické velké množství lysozomů a pinocytických váčků a dobře vyvinuté organely důležité pro sekreční aktivitu buněk (endoplazmatické retikulum, Golgiho aparát).

## Funkce

### Fagocytóza a pinocytóza látek z krve
Lokalizace Kupfferových buněk při vstupu portální krve do jater je výhodná, protože díky jejich vysoké fagocytické aktivitě slouží jako filtrační systém, který zachytává cizorodé látky přicházející portální krví z gastrointestinálního traktu. Jedná se především o mikroorganismy, endotoxiny, imunokomplexy, antigeny z potravy aj. Endotoxiny absorbované v gastrointestinálním traktu jsou z organismu odstraňovány téměř výhradně Kupfferovými buňkami. Tato skutečnost je velmi důležitá pro zachování homeostázy a ochranu hepatocytů před vysokou koncentrací endotoxinů i celkovou sepsí organismu.
Fagocytóza výše uvedených látek probíhá jak nespecificky, tak specificky (vazbou na Toll-like receptory, Fc receptory, receptory komplementu…). Důsledkem fagocytózy daných látek je produkce reaktivních kyslíkatých intermediátů, metabolitů kyseliny arachidonové, cytokinů a chemokinů.
Kromě cizorodých látek jsou Kupfferovými buňkami zachyceny také senescentní a poškozené buňky (např. červené krvinky), buněčné debris nebo nádorové buňky. Staré červené krvinky jsou zachyceny pomocí scavengerových receptorů. Po jejich fagocytóze zajišťují Kupfferovy buňky také degradaci hemu z hemoglobinu, který vylučují v podobě bilirubinu.

### Interakce s buňkami vrozené a získané imunity
V odpovědi na fagocytózu patogenů z krve mohou Kupfferovy buňky sekretovat různé mediátory, které aktivují nebo přilákají další buňky imunitního systému, ty se potom podílejí na eliminaci patogenů z krve, popř. opravení poškozené tkáně. Významnými mediátory s těmito funkcemi jsou IL-1, IL-6, IL-18, TNF-α, TGF-α nebo HGF (hepatocyte grow factor).
Kupfferovy buňky mohou fungovat také jako antigen prezentující buňky. Prezentace antigenů přes MHC molekuly II. třídy vede k aktivaci T-lymfocytů a B-lymfocytů, i když tato jejich schopnost je poměrně slabá v porovnání s jinými antigen prezentujícími buňkami.

### Navození tolerance k antigenům vstupujícím portální žílou
Kupfferovy buňky přispívají také k udržování imunotolerance k antigenům vstupujícím do jater portální žílou. Tento děj je důležitý, protože z gastrointestinálního traktu do organismu neustále vniká velké množství antigenů, a je tedy potřeba předcházet nadbytečné aktivaci imunitního systému, která by mohla vést k poškození zdravé tkáně. Navození tolerance je zajištěno sekrecí proti-zánětlivého IL-10, TGF-β Kupffervými buňkami a zvýšenou expresí ligandu FasL na jejich povrchu, kterým spouští apoptózu buněk, jež na svém povrch nesou FasR, tj. receptor pro tento ligand.